# Kuvajtská vlajka

Kuvajtská vlajka
Poměr stran: 1:2

Vlajka Kuvajtu je tvořena listem o poměru stran 1:2 se třemi vodorovnými pruhy, zeleným, bílým a červeným. U žerdi je černý lichoběžník.
Barvy vlajky jsou panarabské barvy. Symboliku barev interpretuje oficiální výklad takto: Bílé jsou naše činy, černé jsou naše boje, zelené jsou naše louky a červená, napojená krví nepřátel, je naše budoucnost. Někdy se také uvádí, že bílá znamená ctnost, černá písek zvířený kuvajtskými jezdci v bojích za svobodu, zelená pole a červená statečnost. Výklad barev pochází z básně od Safie Al-Deen Al-Hali.

Rozměry kuvajtské vlajky

## Historie
Vlajka byla zavedena v roce 1961.

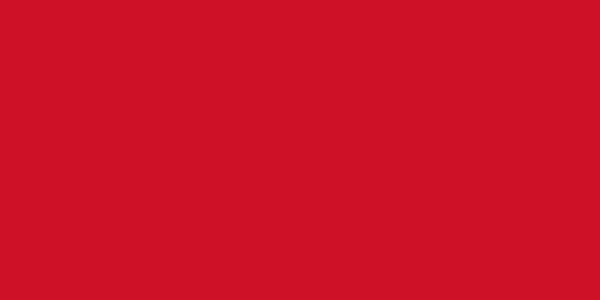
Kuvajtská vlajka (do roku 1899) Poměr stran: 1:2
Kuvajtská vlajka (1899–1909) Poměr stran: 1:2
Kuvajtská vlajka (1909–1915) Poměr stran: 2:3
Jedna z variant kuvajtské vlajka (1915–1956) Poměr stran: 2:3
Kuvajtská vlajka (1956–1961) Poměr stran: 1:2

## Vlajka kuvajtského emíra

Vlajka kuvajtského emíra Poměr stran: 1:2
Vlajka kuvajtského emíra (1956–1961) Poměr stran: 2:3